# 吉井裕鷹
吉井 裕鷹（よしい ひろたか、1998年〈平成10年〉6月4日 - ）は、大阪府出身のプロバスケットボール選手。ポジションはスモールフォワード。現在はB1リーグの三遠ネオフェニックスに所属している。

## 来歴
大阪府出身。小学4年でバスケットボールを始め、中学時代に大阪府選抜に選ばれ、大阪学院大学高校に進学、U19世界選手権の代表候補にも選出されている。
大阪学院大学進学後は1年から主力として活躍し新人王などを受賞、インカレにも出場。2年時には大阪エヴェッサに特別指定選手として加入し、平均出場時間14.8分、平均得点5.2得点のスタッツを残す。3年時にはアルバルク東京に練習生として参加。4年時の2020年はコロナ禍で活動期間や試合数が激減し、インカレも辞退。
2020年12月、アルバルク東京と特別指定選手契約を結び、このシーズンは8試合にベンチ入り。2021年オフ、契約継続。2024年6月30日をもって契約満了で退団。その後、三遠ネオフェニックスへ移籍した。

## 経歴
- 大阪学院大高 - 大阪学院大（特別指定選手：大阪エヴェッサ） - A東京（2021年〜2024年）-三遠（2024年〜）

## 日本代表歴
2022年7月1日、FIBAワールドカップ予選のオーストラリア戦で日本代表公式戦に初出場。同月に開催されるFIBA男子アジアカップのロスターにも入った。

## 個人成績
| シーズン   | チーム | GP | GS | MPG   | FG%  | 3P%  | FT%  | RPG | APG | SPG | BPG | TO  | PPG |
| ---------- | ------ | -- | -- | ----- | ---- | ---- | ---- | --- | --- | --- | --- | --- | --- |
| B1 2021-22 | A東京  | 26 | 2  | 13:13 | .413 | .261 | .545 | 1.2 | 0.2 | 0.2 | 0.1 | 0.4 | 3.2 |
| B1 2022-23 | A東京  | 52 | 22 | 15:43 | .353 | .287 | .577 | 1.7 | 0.6 | 0.4 | 0.1 | 0.5 | 3.1 |
| B1 2023-24 | A東京  | 55 | 2  | 10:50 | .333 | .294 | .579 | 1.5 | 0.2 | 0.3 | 0.1 | 0.2 | 1.5 |